# Liste des monuments historiques de La Côte-Saint-André
Cet article recense les monuments historiques de la commune de La Côte-Saint-André,  située dans le département de Isère, en France.

## Statistiques
La Côte-Saint-André compte onze protections au titre des monuments historiques.

## Liste
| Monument                                  | Adresse                                                                              | Coordonnées                      | Notice         | Protection | Date | Illustration                              |
| ----------------------------------------- | ------------------------------------------------------------------------------------ | -------------------------------- | -------------- | ---------- | ---- | ----------------------------------------- |
| Château de La Côte-Saint-André            | 23, rue des Remparts                                                                 | 45° 23′ 43″ nord, 5° 15′ 43″ est | « PA00117141 » | Classé     | 1983 | Château de La Côte-Saint-André            |
| Château des Croisettes                    | Domaine des Croisettes 5524, Chuzeau                                                 | 45° 23′ 33″ nord, 5° 16′ 12″ est | « PA38000003 » | Inscrit    | 1997 | Image manquante Téléverser                |
| Église Saint-André de La Côte-Saint-André | 1, rue Saint-André                                                                   | 45° 23′ 41″ nord, 5° 15′ 29″ est | « PA00117142 » | Inscrit    | 1982 | Église Saint-André de La Côte-Saint-André |
| Ferme Berlioz                             | 32, Rue de la Fontaine                                                               | 45° 23′ 39″ nord, 5° 16′ 10″ est | « PA38000016 » | Inscrit    | 2003 | Ferme Berlioz                             |
| Halle de La Côte-Saint-André              | place de la Halle                                                                    | 45° 23′ 39″ nord, 5° 15′ 41″ est | « PA00117143 » | Classé     | 1925 | Halle de La Côte-Saint-André              |
| Hôtel de Bocsozel                         | Place de la Halle                                                                    | 45° 23′ 40″ nord, 5° 15′ 41″ est | « PA00117144 » | Inscrit    | 1981 | Hôtel de Bocsozel                         |
| Hôtel de ville de La Côte-Saint-André     | 2 Rue de l'Hôtel-de-Ville                                                            | 45° 23′ 39″ nord, 5° 15′ 37″ est | « PA00117145 » | Inscrit    | 1983 | Hôtel de ville de La Côte-Saint-André     |
| Immeuble                                  | angle du 22 place de la Halle et de la rue du Château, autrefois la rue du Lion d'Or | 45° 23′ 40″ nord, 5° 15′ 43″ est | « PA00117146 » | Inscrit    | 1977 | Image manquante Téléverser                |
| Maison                                    | 9 et 11 rue Centrale                                                                 | 45° 23′ 41″ nord, 5° 15′ 36″ est | « PA00117148 » | Inscrit    | 1979 | Maison                                    |
| Maison natale de Berlioz                  | Musée Berlioz 69 rue de la République                                                | 45° 23′ 36″ nord, 5° 15′ 40″ est | « PA00117147 » | Classé     | 1942 | Maison natale de Berlioz                  |
| Monument aux morts de La Côte-Saint-André | Place Saint-André                                                                    | 45° 23′ 39″ nord, 5° 15′ 28″ est | « PA38000012 » | Inscrit    | 2003 | Monument aux morts de La Côte-Saint-André |